# Fachwerkkirche Mohnhausen

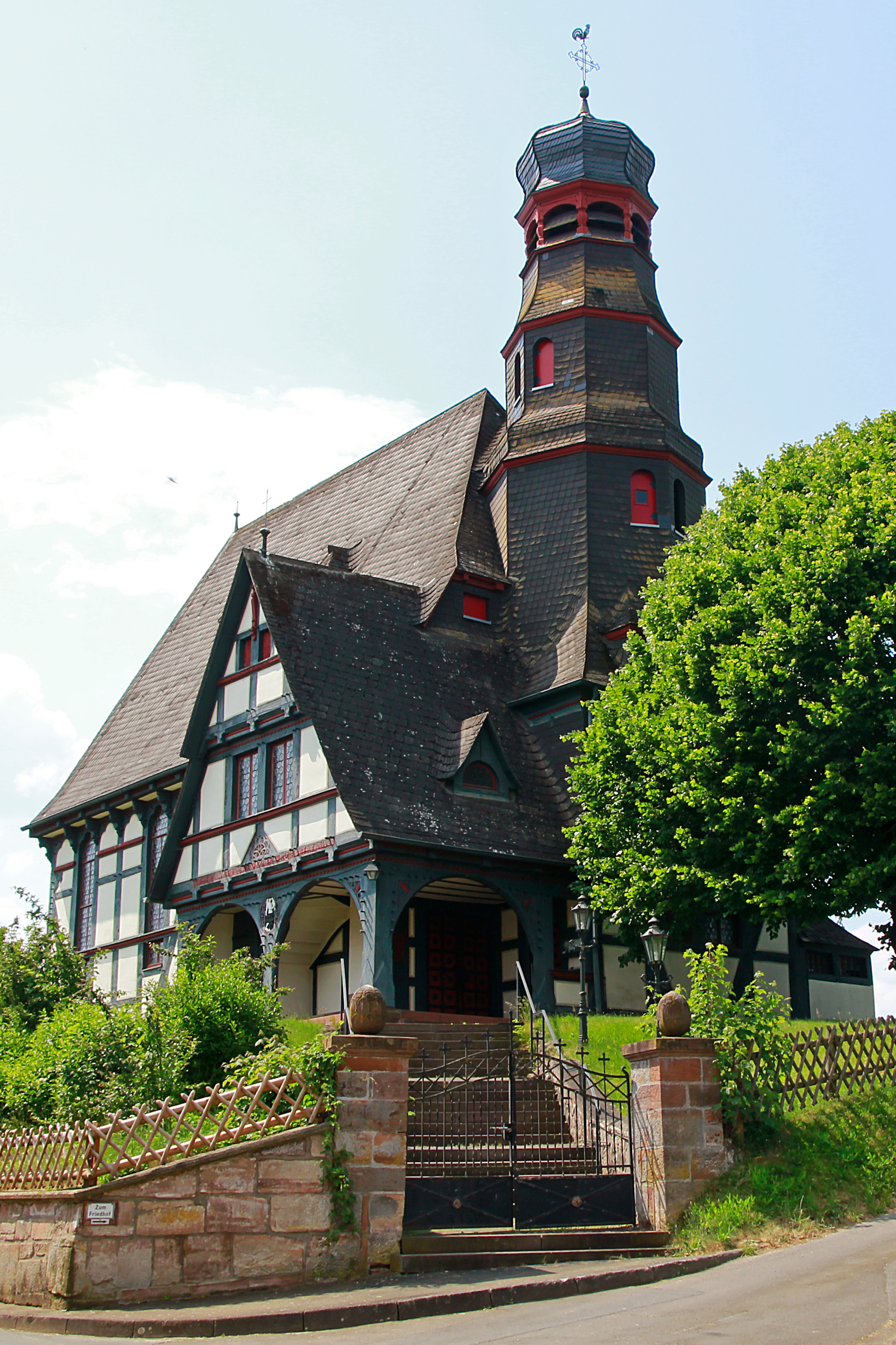
Fachwerkkirche Mohnhausen

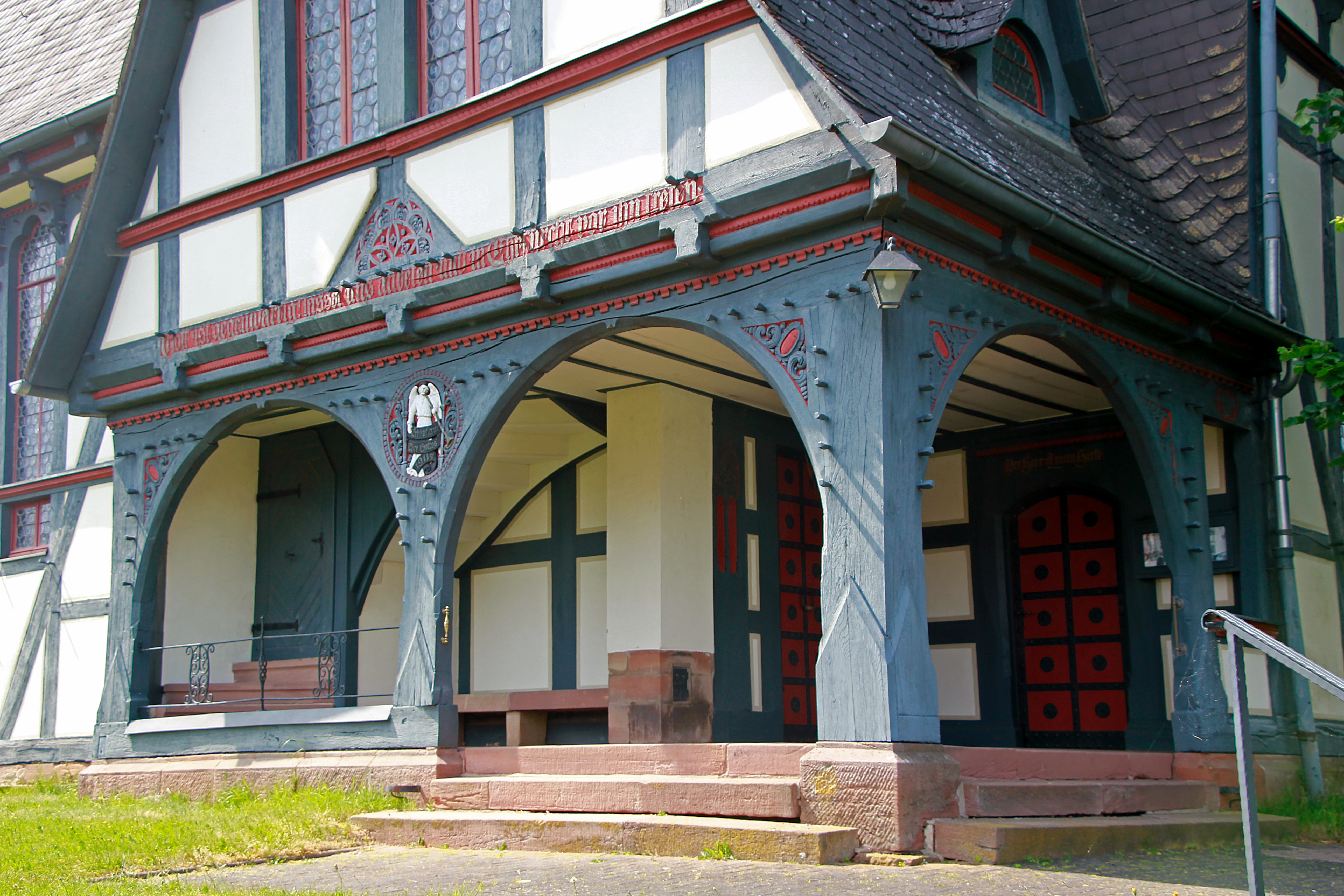
Eingangshalle

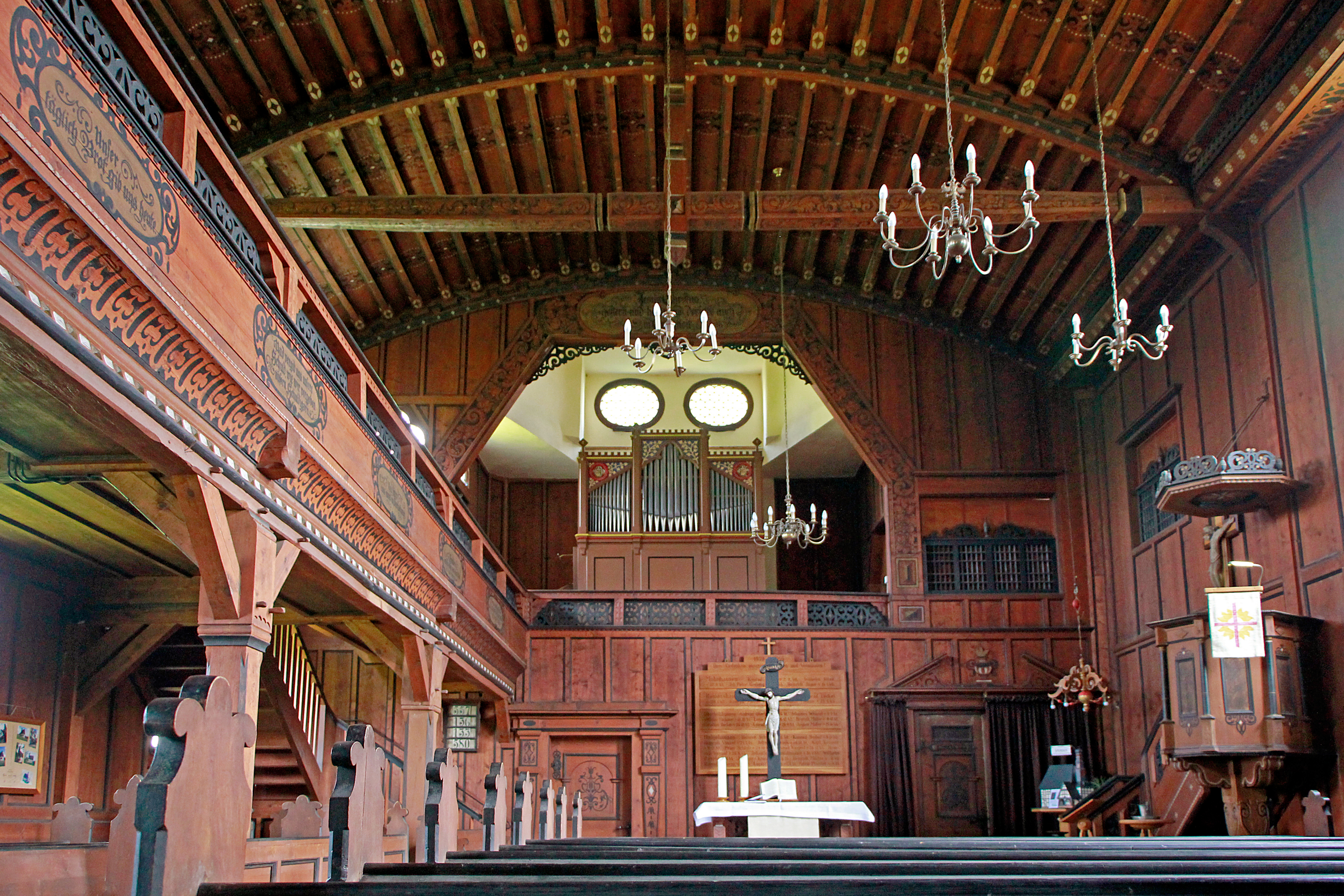
Kirchenraum

Die evangelische Fachwerkkirche Mohnhausen ist ein denkmalgeschütztes Kirchengebäude, das im Ortsteil Mohnhausen der Gemeinde Haina (Kloster) im Landkreis Waldeck-Frankenberg (Hessen) steht. Sie gehört zur Kirchengemeinde Gemünden-Bunstruth im Kirchenkreis Eder im Sprengel Marburg der Evangelischen Kirche von Kurhessen-Waldeck.

## Beschreibung
Die alte Kapelle des Dorfes wurde aufgrund ihrer Baufälligkeit 1887 renoviert. Sie genügte in den folgenden Jahren jedoch nicht mehr den Ansprüchen der Kirchengemeinde, so dass ein Neubau geplant wurde. Die Marburger Architekten Otto Eichelberg und August Dauber legten die Planung zu einer Fachwerkkirche mit einer Vielzahl unterschiedlicher Fachwerkformen vor. Nach Zustimmung des Landeskonservators wurde die alte Kapelle 1911 abgerissen und die neue Kirche gebaut. Die Grundform der Kirche ist eine Saalkirche in Ständerbauweise mit einem Chorturm im Osten, der mit einer achtseitigen, mehrfach gestuften Haube bedeckt ist. Die offene Vorhalle an der Südostecke besteht aus dem spätgotischen Portal des Vorgängerbaus.
Der mit einem hölzernen Tonnengewölbe überspannte Innenraum hat eine L-förmige Empore mit geschnitzten Brüstungen. Hinter der Mensa, unterhalb der Orgelempore, befindet sich die Sakristei. Die Innenausmalung fertigte der Marburger Maler Nicolaus Dauber (1870–1962). Der Außenschmuck und Altar stammen aus den Händen des Marburger Bildschnitzers Wilhelm Dauber (1876–1918). Die von Johann Georg Förster gefertigte, aus der alten Kapelle übernommene Orgel wurde 1911 von der Förster & Nicolaus Orgelbau umgebaut. Das barocke Altarkreuz stammt aus dem Vorgängerbau.